# Geschlecht (Fläche)
In der Topologie ist das Geschlecht einer kompakten orientierbaren Fläche die Anzahl der „Löcher“ (oder der „Henkel“) der Fläche. Die Bezeichnung und die Definition gehen auf Alfred Clebsch zurück.
Das Geschlecht ist eine topologische Invariante. Der Klassifikationssatz für Flächen besagt, dass geschlossene orientierbare Flächen bis auf Homöomorphie durch ihr Geschlecht klassifiziert werden.

## Definition
Das Geschlecht einer Fläche ist definiert als die maximale Anzahl von möglichen Schnitten entlang disjunkter, einfach geschlossener Kurven, so dass die Fläche nach dem Schnittvorgang, also nach allen gemachten Schnitten, immer noch zusammenhängend ist.

## Begriff
Bernhard Riemann befasste sich schon 1857 mit „Löchern“ in Flächen. Er nannte diese Größe Klassenzahl. Der Begriff Geschlecht wurde 1864 durch Alfred Clebsch eingeführt.

## Beispiele

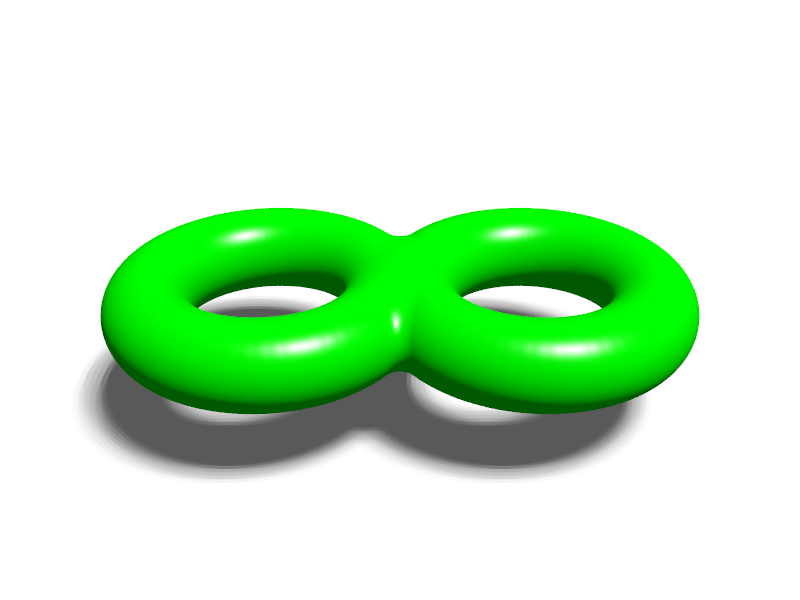
Dieser Doppeltorus hat das Geschlecht 2.

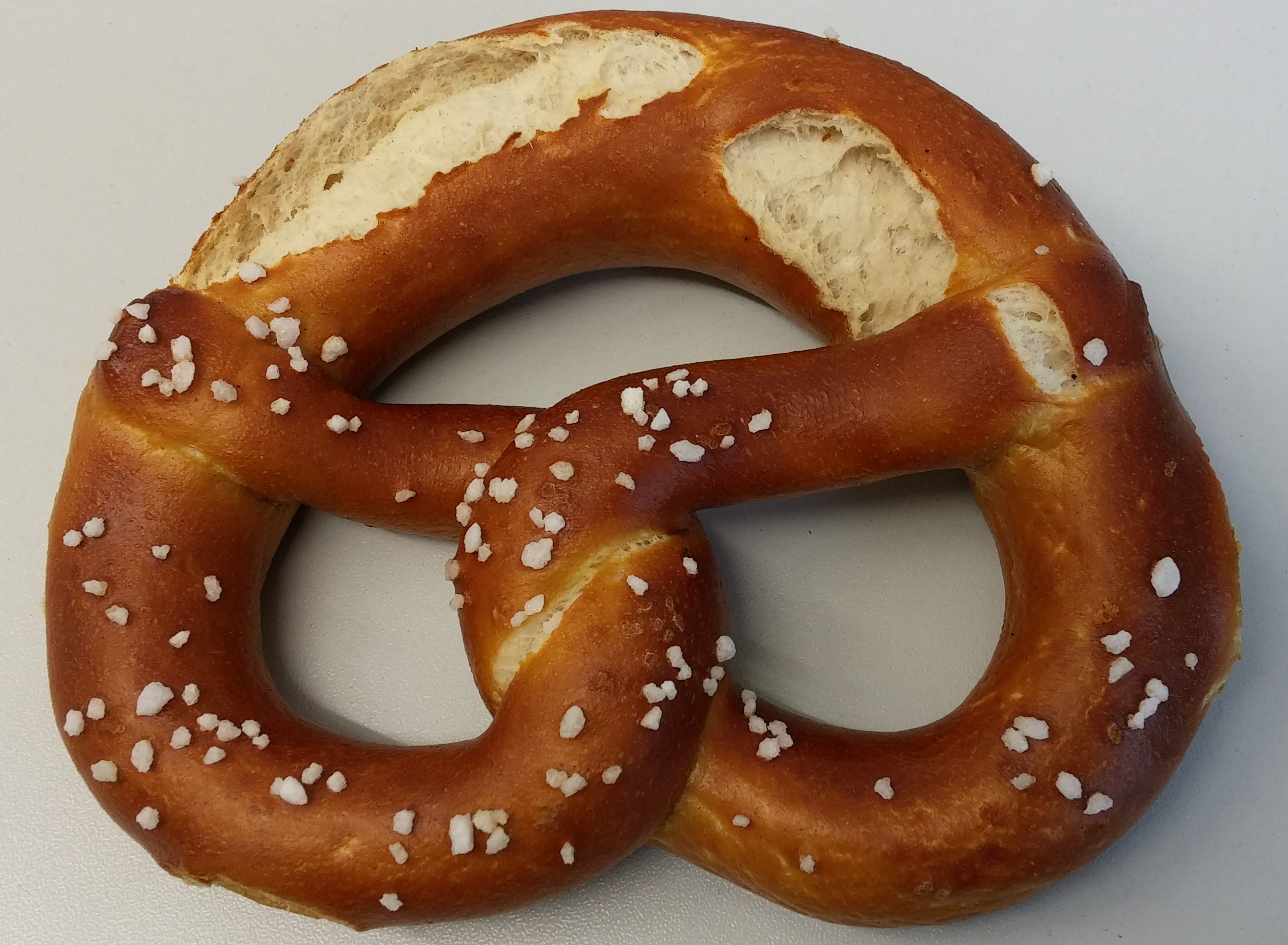
Diese Brezel hat, wenn man die Oberfläche mathematisch idealisiert betrachtet, das Geschlecht 3.

Die Kugeloberfläche {\displaystyle S^{2}} hat das Geschlecht 0, da sie keine Löcher hat, bzw. jeder Schnitt sie in zwei nichtzusammenhängende Teile teilt.
Die Torusfläche hat das Geschlecht 1.

## Beziehungen zu anderen Größen
Die Euler-Charakteristik {\displaystyle \chi } und das Geschlecht {\displaystyle g} hängen für orientierbare, geschlossene Flächen wie folgt zusammen:
{\displaystyle \chi =2-2g}.